# Erlon
Erlon ist eine französische Gemeinde mit 284 Einwohnern (Stand: 1. Januar 2022) im Département Aisne der Region Hauts-de-France (bis 2015: Picardie). Sie gehört zum Arrondissement Laon, zum Kanton Marle und zum Gemeindeverband Pays de la Serre.

## Geographie
Die Gemeinde Erlon liegt am Vilpion kurz vor seiner Mündung in die Serre am Südwestrand der Landschaft Thiérache. Nachbargemeinden von Erlon sind Châtillon-lès-Sons im Norden, Marcy-sous-Marle im Nordosten, Voyenne im Südosten und Süden, Dercy im Süden und Südwesten sowie Bois-lès-Pargny im Nordwesten.

## Bevölkerungsentwicklung
| Jahr                       | 1962 | 1968 | 1975 | 1982 | 1990 | 1999 | 2006 | 2014 | 2021 |
| Einwohner                  | 254  | 224  | 241  | 255  | 269  | 300  | 289  | 290  | 284  |
| Quellen: Cassini und INSEE |      |      |      |      |      |      |      |      |      |

## Sehenswürdigkeiten
- Kirche der Heimsuchung (Église de la Visitation)

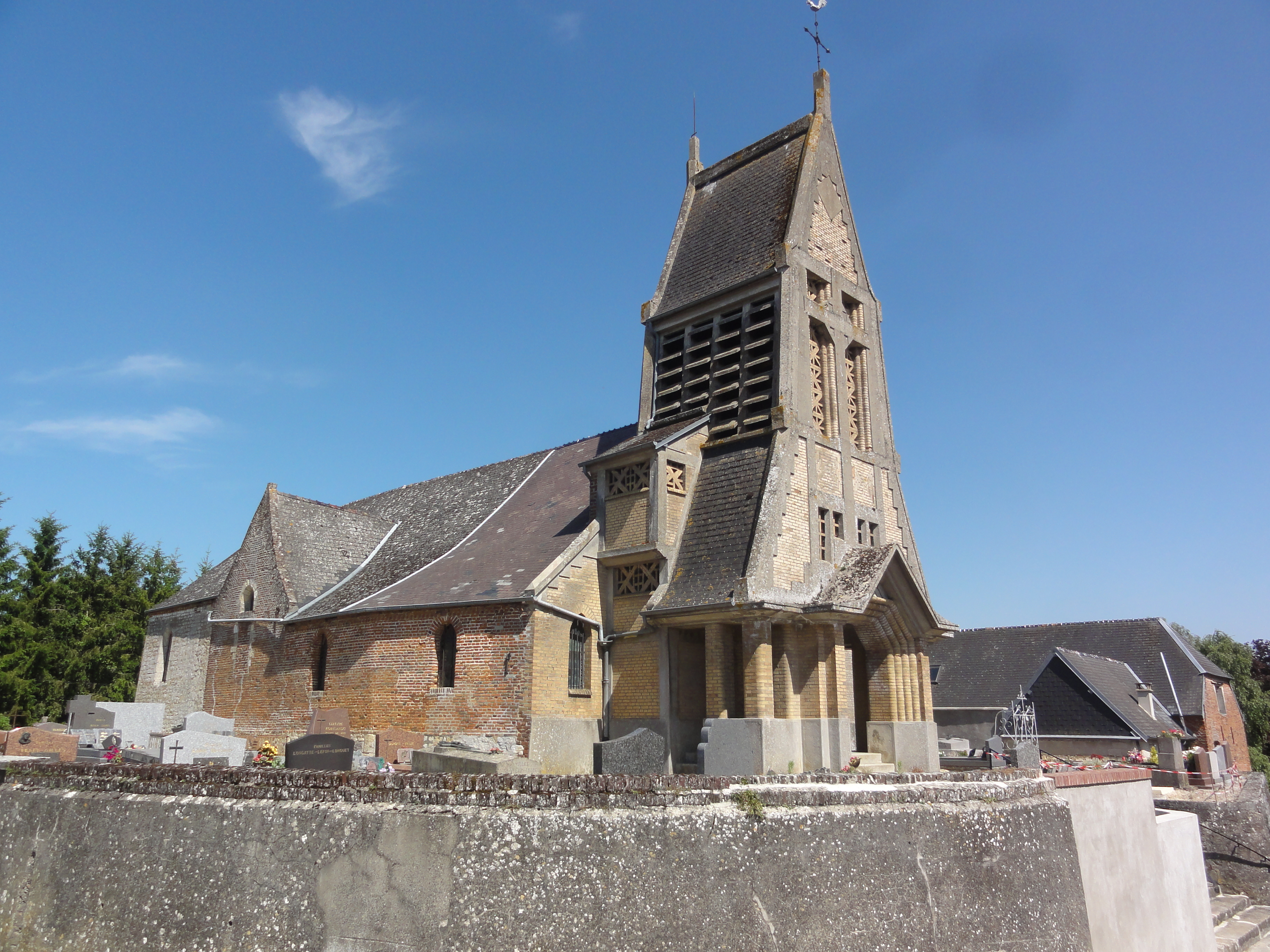
Église de la Visitation
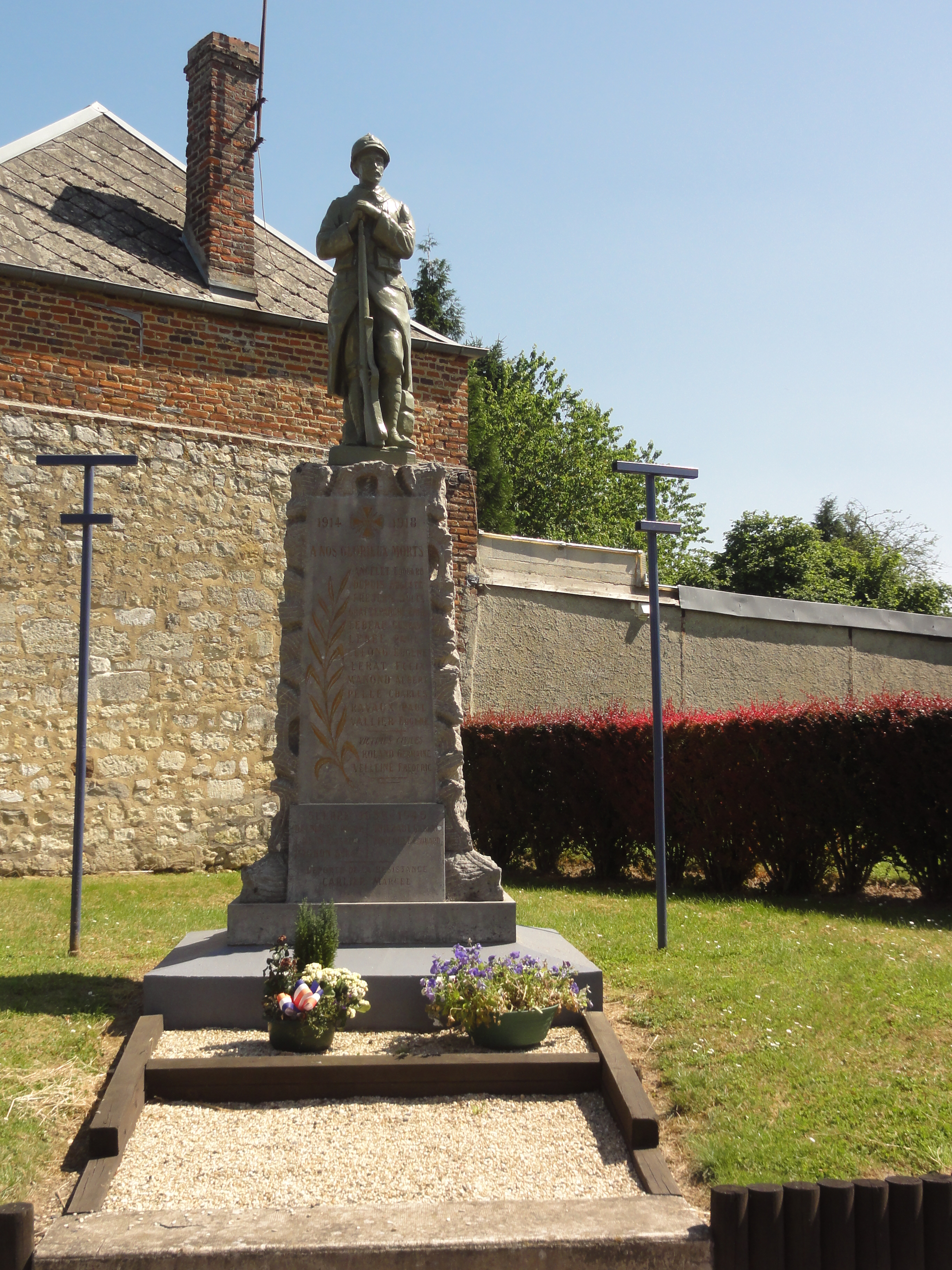
Gefallenendenkmal